# Molina (Cile)
Molina è un comune e città della Provincia di Curicó, nella Regione del Maule, Cile centrale.
Il comune conta 40 815 abitanti ed il suo territorio si estende per una superficie di 1552 km².